# Аквафорте (Витербо)
Аквафорте (итал. Acquaforte) је насеље у Италији у округу Витербо, региону Лацио.
Према процени из 2011. у насељу је живело 40 становника. Насеље се налази на надморској висини од 380 м.